# Sebastián Escobar
Sebastián Escobar (n. Tapachula, Chiapas; 30 de julio de 1831-f. Tapachula; 29 de septiembre de 1893), fue un militar y político mexicano, Jefe político del Soconusco. Combatió a favor de la Reforma y en contra del imperio de Maximiliano de Habsburgo, por eso se dice que Tapachula fue la tumba del imperialismo en Chiapas; derrotó a los conservadores de Tapachula en 1865. Apoyó el Plan de Tuxtepec y se rebeló en contra de la dictadura de José Pantaleón Domínguez en Chiapas. Al asumir la Presidencia de la República, Porfirio Díaz lo nombró Gobernador Interino y Comandante Militar del Estado de Chiapas, poco después fue elegido Gobernador Constitucional. Murió asesinado en su ciudad natal.
- Datos: Q3476928